# Бошко Југовић (политичар)
Бошко Југовић (Пале, 1964) српски је политичар, начелник општине Пале и члан СНСД-а. Пре избора за начелника општине обављао је дужност техничког директора ЗП „Електродистрибуција” а. д. Пале.

## Биографија
Основну школу завршио је у Мокром, а гимназију у Палама. Дипломирао је 1987. године на Електротехничком факултету у Сарајеву, стекавши звање дипломираног инжењера електротехнике.
До рата је радио у „Енергоинвесту” и као предавач у Средњошколском центру „Јарослав Черни” у Сарајеву. У току Одбрамбено-отаџбинског рата био је припадник Војске Републике Српске, те радио и као професор у Средњошколском центру на Сокоцу.
Након рата бива запослен у предузећу „Претис” у Мокром. Од 1998. године ради у ЗП „Електродистрибуција” АД Бледо, обављајући послове и задатке извршног директора за област техничких послова. У стручним круговима важи за успешног привредника и менаџера.
Члан је Општинског одбора Савеза независних социјалдемократа у Палама. На локалним изборима 2016. године изабран је за начелника општине Пале.
Ожењен је и отац троје дјеце.